# 孙鼎臣
孙鼎臣（1819年—1859年），字子餘，號芝房，湖南善化縣（今屬長沙市）人，清朝政治人物。

## 生平
孙鼎臣生於清仁宗嘉慶二十四年（1819年），十一歲時作《西王母賦》。道光十五年（1835年）中乙未恩科舉人，道光二十五年（1845年）中进士，改庶吉士。太平天國起事時，主张行保甲，以佐团练，不受用，遂请假回鄉，在家读书。卒於文宗咸豐九年（1859年）。撰成《蒼莨集》、《番塘鱼论》、《河防纪略》。

## 家庭
弟孫頤臣，道光二十七年（1847年）進士。